# Región de Olomouc
La Región de Olomouc (en checo: Olomoucký kraj; en alemán: Olmützer Region, pronunciado /ˈɔlmʏt͡sɐ ʁeˈɡi̯oːn/) es una unidad administrativa (kraj) de la República Checa, situada en la parte noroccidental y central de la región histórica de Moravia y una pequeña parte de la región histórica de Silesia. La capital es Olomouc.

## Ciudades importantes
- Olomouc
- Jeseník
- Přerov
- Šumperk
- Prostějov

## Distritos (población año 2018)
- Distrito de Olomouc 234,344
- Distrito de Jeseník 38,659
- Distrito de Přerov 130,515
- Distrito de Šumperk 120,991
- Distrito de Prostějov 108,669